# Мильдс, Доротея
Доротея Мильдс (нем. Dorothee Mields, 1971, Гельзенкирхен) — немецкая оперная певица и концертная певица
 (сопрано), исполнительница барочной и современной музыки.

## Биография
Училась в Институте искусств в Бремене, затем в Штутгарте у Юлии Хамари.

## Репертуар
С Филиппом Херревеге и ансамблем Collegium Vocale Gent записала ряд сочинений Баха. В 2001 записала оперу Йозефа Шустера Демофонт. В дальнейшем исполняла партии в кантатах и операх Готтфрида Генриха Штётцеля, Баха и его сыновей Вильгельма Фридемана Баха и Карла Филиппа Эмануэля Баха, Доуленда, Пёрселла, Генделя, Телемана, Гайдна, Моцарта, Шуберта, Шопена и др.
Исполняет сочинения таких композиторов XX и XXI вв., как Малер (симфония № 4), Пьер Булез (Pli selon pli), И. М. Штауд (опера Береника), Беат Фуррер (Vocation III), Жерар Гризе (Quatre Chants pour franchir le seuil), Харальд Вайс (Schwarz vor Augen und es ward Licht).

## Педагогическая деятельность
Преподает в Веймарской Высшей школе музыки имени Ференца Листа.